# Marcgraviat de Brandenburg

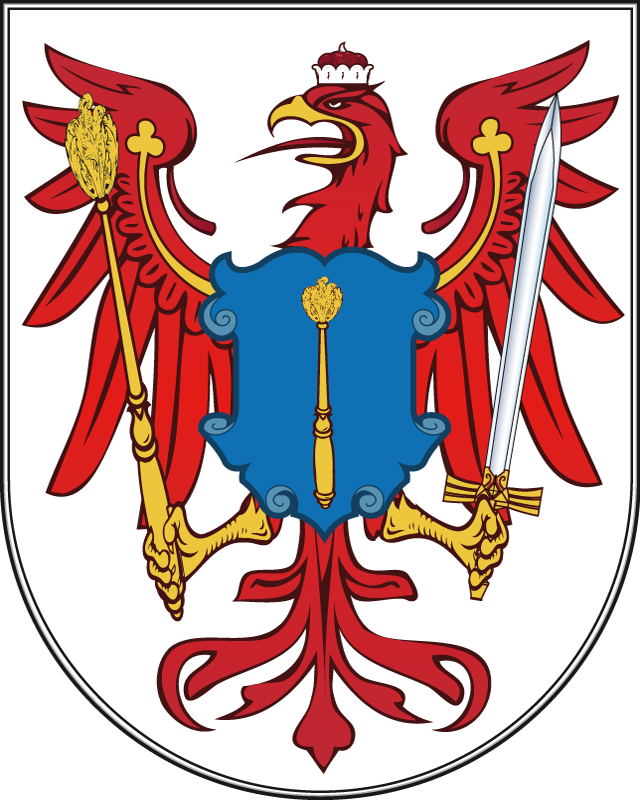
Escut d'armes

El Marcgraviat de Brandenburg - Markgrafschaft Brandenburg (alemany)- va ser un dels principals principats del Sacre Imperi Romanogermànic des de 1157 fins a 1806. També conegut com a Marca de Brandenburg -Mark Brandenburg (alemany)-, va exercir un paper fonamental en la història d'Alemanya i d'Europa Central.
Brandenburg es va desenvolupar a partir de la Nordmark (Marca del Nord) fundada en el territori dels wends eslaus. El marcgravi de Brandenburg exercia la funció de príncep elector, la qual cosa li permetia elegir l'emperador del Sacre Imperi Romà. Per aquesta raó, l'Estat va ser conegut com a Brandenburg Electoral o Electorat de Brandenburg (Brandenburg Kurfürstentumo Kurbrandenburg).
La Dinastia dels Hohenzollern va arribar al tron de Brandenburg el 1415. Sota el lideratge Hohenzollern, Brandenburg va augmentar el seu poder durant el segle xvii i va heretar el Ducat de Prússia, cosa que va donar com a resultat l'Estat de Brandenburg-Prússia, precursor del Regne de Prússia, que es va convertir en un important Estat alemany durant el segle xviii.
El Margraviat de Brandenburg va desaparèixer amb la dissolució del Sacre Imperi Romanogermànic el 1806, i va ser substituït per la Província de Brandenburg del Regne de Prússia el 1815. El "Mark Brandeburg" encara s'utilitza avui en dia informalment per referir-se a l'Estat federat de Brandenburg, a la República Federal d'Alemanya.

## Uns marcgravis
- Joan I de Brandenburg (±1213-1266)
- Otó III de Brandenburg
- Albert III Aquil·les